# Щербактинський район
Щербакти́нський район (каз. Шарбақты ауданы; рос. Щербактинский район)  — адміністративна одиниця у складі Павлодарської області Казахстану. Адміністративний центр — село Шарбакти.

## Населення
Населення — 19246 осіб (2021, 21866 у 2009, 28967 у 1999, 37871 у 1989).

## Історія
1928 року був утворений Володарський район з центром у селі Вознесенське. 23 червня 1928 року він був перейменований на Цюрупинський. 31 січня 1935 року із частини території був утворений Лозовський район, 8 травня 1944 року — виділено Галкинський район. 25 жовтня 1957 року останній район був ліквідований, територія повернулась до складу Цюрупинського району. 2 січня 1963 року район був перетворений на Щербактинський, до нього також увійшла Восточна сільрада Павлодарського району.

## Склад
До складу району входить 7 сільських округів:
| Поселення                        | Площа, км² | Населення, осіб (1989) | Населення, осіб (1999) | Населення, осіб (2009) | Населення, осіб (2021) | Центр         | Населені пункти |
| -------------------------------- | ---------- | ---------------------- | ---------------------- | ---------------------- | ---------------------- | ------------- | --------------- |
| Александровський сільський округ | -          | 4610                   | 3725                   | 2817                   | 1824                   | Александровка | 4               |
| Галкинський сільський округ      | -          | 4768                   | 3691                   | 2121                   | 1775                   | Галкино       | 4               |
| Жилибулацький сільський округ    | -          | 5254                   | 3670                   | 2440                   | 2219                   | Хмельницьке   | 5               |
| Орловський сільський округ       | -          | 1158                   | 1112                   | 1113                   | 1147                   | Орловка       | 1               |
| Сосновський сільський округ      | -          | 3700                   | 2606                   | 1363                   | 941                    | Сосновка      | 3               |
| Шалдайський сільський округ      | -          | 3329                   | 2760                   | 2771                   | 2441                   | Шалдай        | 4               |
| Шарбактинський сільський округ   | -          | 15052                  | 11403                  | 9241                   | 8899                   | Шарбакти      | 6               |

2019 року були ліквідовані Алексієвський, Красіловський, Хмельницький та Чигириновський сільські округи.

## Найбільші населені пункти
Населені пункти з чисельністю населення понад 1000 осіб:
| № | Населений пункт | Населення, осіб (1989) | Населення, осіб (1999) | Населення, осіб (2009) | Населення, осіб (2021) |
| - | --------------- | ---------------------- | ---------------------- | ---------------------- | ---------------------- |
| 1 | Шарбакти        | 11550                  | 8945                   | 7915                   | 8132                   |
| 2 | Шалдай          | 1736                   | 1411                   | 1474                   | 1605                   |
| 3 | Орловка         | 1158                   | 1112                   | 1113                   | 1147                   |
| 4 | Хмельницьке     | 1854                   | 1379                   | 1117                   | 1065                   |